# Jefferson Portales
Jefferson Carlos Portales Lavalle (Lima, Provincia de Lima, Departamento de Lima, Perú, 29 de noviembre de 1997) es un futbolista peruano. Juega como defensa central y su equipo actual es Universidad César Vallejo de la Liga 2 de Perú.

## Trayectoria
Portales se formó en las divisiones menores de Sporting Cristal, integrando su equipo de reserva. En busca de darle una mayor continuidad, el club rimense lo prestó en enero de 2018 a la Universidad de San Martín como refuerzo para el Campeonato Descentralizado 2018, además de Luis Carranza, Jesús Pretell y Yamir Oliva, que también llegaron cedidos de Cristal a San Martín.
El 4 de febrero de 2018, Portales debutó profesionalmente con San Martín en la goleada por 4-0 sobre Ayacucho, primera jornada del Torneo de Verano 2018 en la cual también marcó el primer gol de su carrera, abriendo el marcador tras asistencia de Jairo Concha. En su primera temporada como profesional, Portales se ganó el puesto de titular, afrontando un total de 36 partidos con dos anotaciones a su favor, siendo la segunda ante Universitario de Deportes.
A fines de 2018 renovó con San Martín para la temporada 2019.
Para la segunda parte de la temporada 2024, es cedido al UTC de Cajamarca.

## Selección nacional
En abril de 2019, fue convocado a la selección sub-23 de Perú por Nolberto Solano para el primer microciclo con miras a los Juegos Panamericanos de 2019 y el 27 de junio se anunció su convocatoria en la lista final de 18 convocados para dicho torneo. Fue titular en el debut con derrota de Perú por 2-0 ante Uruguay sin embargo no pudo afianzarse en el eje de la zaga central, quedando Perú en el séptimo lugar.

### Participación en Juegos Panamericanos
| Torneo                       | Sede | Resultado     | Partidos | Goles |
| ---------------------------- | ---- | ------------- | -------- | ----- |
| Juegos Panamericanos de 2019 | Perú | Séptimo lugar | 2        | 0     |

## Estadísticas

### Clubes
Actualizado al último partido disputado el 19 de julio de 2024.
| Universidad de San Martín · Perú                 | 1.ª           | 2018          | 36  | 2 | — | — | — | — | 36  | 2 |
| Universidad de San Martín · Perú                 | 1.ª           | 2019          | 27  | 2 | 4 | 0 | — | — | 31  | 2 |
| Universidad de San Martín · Perú                 | 1.ª           | 2020          | 18  | 0 | — | — | — | — | 18  | 0 |
| Universidad de San Martín · Perú                 | Total club    | Total club    | 81  | 4 | 4 | 0 | 0 | 0 | 85  | 4 |
| Alianza Lima · Perú                              | 1.ª           | 2021          | 20  | 0 | 1 | 0 | 0 | 0 | 21  | 0 |
| Alianza Lima · Perú                              | 1.ª           | 2022          | 9   | 0 | 0 | 0 | 2 | 0 | 11  | 0 |
| Alianza Lima · Perú                              | Total club    | Total club    | 29  | 0 | 1 | 0 | 2 | 0 | 32  | 0 |
| Carlos A. Mannucci · Perú                        | 1.ª           | 2023          | 19  | 0 | 0 | 0 | 0 | 0 | 19  | 0 |
| Carlos A. Mannucci · Perú                        | Total club    | Total club    | 19  | 0 | 0 | 0 | 0 | 0 | 19  | 0 |
| Cienciano · Perú                                 | 1.ª           | 2024          | 5   | 0 | 0 | 0 | 0 | 0 | 5   | 0 |
| Cienciano · Perú                                 | Total club    | Total club    | 5   | 0 | 0 | 0 | 0 | 0 | 5   | 0 |
| UTC de Cajamarca · Perú                          | 1.ª           | 2024          | 2   | 0 | 0 | 0 | 0 | 0 | 2   | 0 |
| UTC de Cajamarca · Perú                          | Total club    | Total club    | 2   | 0 | 0 | 0 | 0 | 0 | 2   | 0 |
| Total carrera                                    | Total carrera | Total carrera | 136 | 4 | 5 | 0 | 2 | 0 | 143 | 4 |
| (1)Incluye datos de la Copa Bicentenario (2019). |               |               |     |   |   |   |   |   |     |   |

## Palmarés

### Torneos nacionales
| Título                        | Club         | País | Año  |
| ----------------------------- | ------------ | ---- | ---- |
| Liga 1                        | Alianza Lima | Perú | 2021 |
| Torneo de Promoción y Reserva | Alianza Lima | Perú | 2022 |
| Liga 1                        | Alianza Lima | Perú | 2022 |

### Torneos cortos
| Título          | Club         | País | Año  |
| --------------- | ------------ | ---- | ---- |
| Torneo Clausura | Alianza Lima | Perú | 2021 |
| Torneo Clausura | Alianza Lima | Perú | 2022 |

### Distinciones individuales
| Distinción                                                                                          | Año  |
| --------------------------------------------------------------------------------------------------- | ---- |
| Incluido en el equipo ideal del Torneo de Verano de Perú según el portal periodístico DeChalaca.com | 2018 |
| Nominado a mejor defensa central derecho del Campeonato Descentralizado según el diario Líbero      | 2018 |